# Duncan Goodhew
Duncan Alexander Goodhew MBE (* 27. Mai 1957 in Marylebone, London) ist ein ehemaliger britischer Schwimmer. Bei den Olympischen Spielen 1980 in Moskau wurde er Olympiasieger über 100 Meter Brust und gewann mit der britischen 4-mal-100-Meter-Lagenstaffel die Bronzemedaille. 

## Karriere
Bei den Olympischen Spielen 1976 in Montreal erreichte Goodhew das Finale über 100 Meter Brust und belegte den siebten Platz. In der Lagenstaffel wurde Goodhew nur im Vorlauf eingesetzt, im Finale schwamm die Staffel mit David Wilkie als Brustschwimmer auf den vierten Platz.
Im August 1977 nahm Goodhew an zwei fast gleichzeitig stattfindenden Sportveranstaltungen teil. Bei den Europameisterschaften in Jönköping belegte er den sechsten Platz über 200 Meter Brust und den vierten Platz über 100 Meter Brust. James Carter, Duncan Goodhew, John Mills und Martin Smith gewannen die Bronzemedaille in der Lagenstaffel hinter den deutschen Staffeln aus der BRD und der DDR. Noch bevor die Europameisterschaften zu Ende waren, begann bereits in Sofia die Sommer-Universiade 1977, dort gewann Goodhew die Silbermedaille über 100 Meter Brust hinter dem Kanadier Graham Smith.
Ein Jahr später fanden im August 1978 zunächst die Commonwealth Games 1978 in Edmonton statt. Duncan Goodhew belegte sowohl über 100 als auch über 200 Meter Brust den zweiten Platz hinter Graham Smith. Die englische Lagenstaffel mit Gary Abraham, Duncan Goodhew, John Mills und Martin Smith erschwamm ebenfalls die Silbermedaille hinter der kanadischen Staffel. Eine Woche nach dem Abschluss der Commonwealth Games begannen in West-Berlin die Schwimmweltmeisterschaften 1978. Goodhew belegte sowohl über 100 Meter Brust als auch über 200 Meter Brust den vierten Platz. Die britische Lagenstaffel in der gleichen Aufstellung wie die englische Lagenstaffel in Edmonton gewann Bronze hinter den Staffeln aus den Vereinigten Staaten und aus der Bundesrepublik Deutschland.
Vor den Olympischen Spielen 1980 in Moskau trainierte Goodhew bei David Haller, der auch schon David Wilkie betreut hatte. Über 100 Meter Brust siegte Goodhew in Moskau vor Arsens Miskarovs aus der Sowjetunion. Über 200 Meter Brust belegte er den sechsten Platz. Die britische Lagenstaffel mit Gary Abraham, Duncan Goodhew, David Lowe und Martin Smith gewann die Bronzemedaille hinter den Australiern und der Staffel aus der Sowjetunion.
Goodhew begann seine internationale Karriere als Schüler der Millfield School und studierte dann an der North Carolina State University. Nach den Olympischen Spielen beendete Duncan Goodhew seine Karriere als Leistungssportler. 1983 wurde Goodhew für seine sportlichen Verdienste mit der Aufnahme in den Order of the British Empire geehrt.
Aufgrund eines Unfalls im Alter von zehn Jahren fielen Goodhew sämtliche Körperhaare aus, was aber beim Schwimmen eher förderlich war. Sein Glatzkopf sicherte ihm auch nach seiner sportlichen Karriere einen hohen Wiedererkennungswert bei seinen zahlreichen Fernsehauftritten. Goodhew ist verheiratet und Vater zweier Kinder.